# 田辺の鬼橋岩

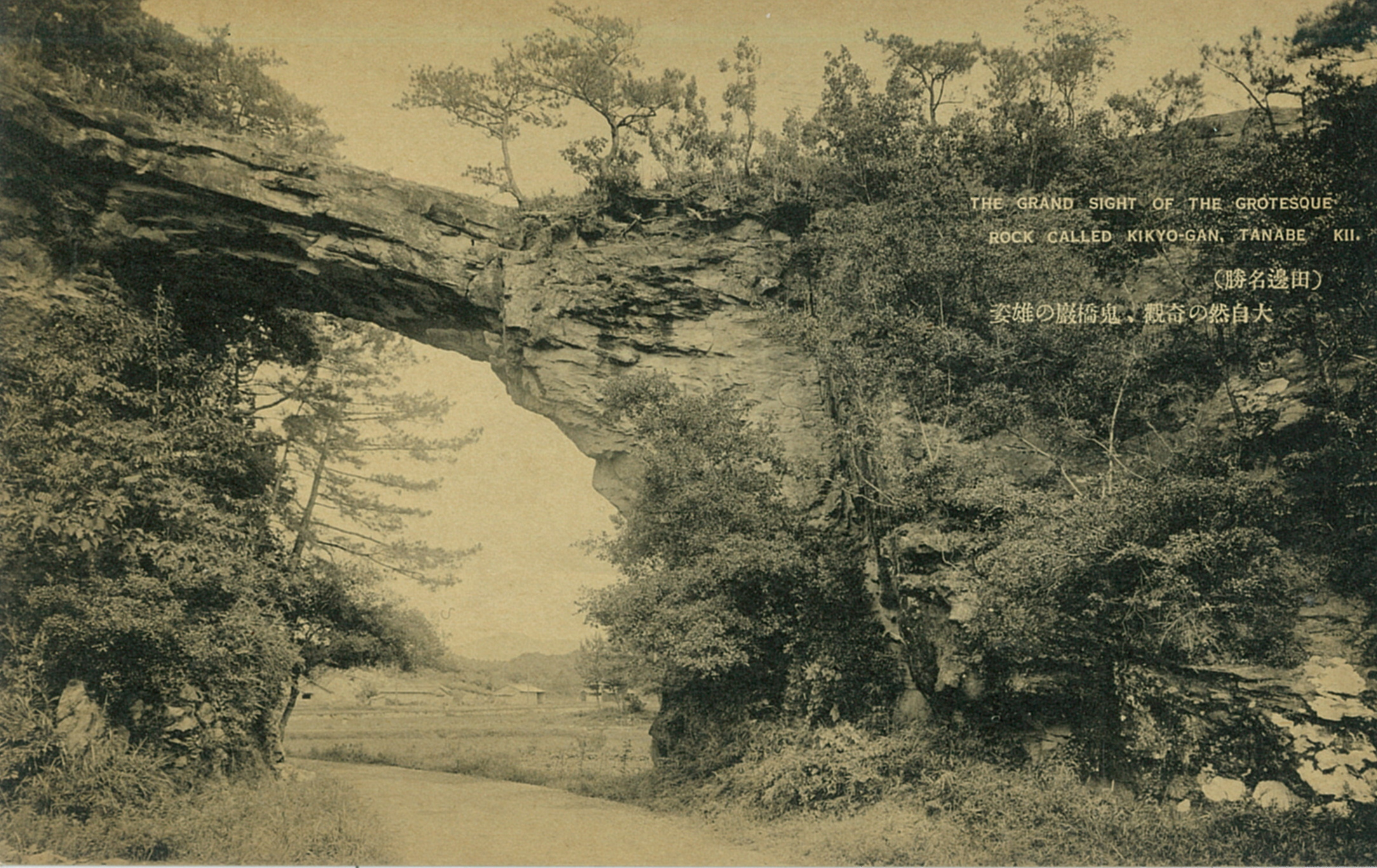
田辺の鬼橋岩。昭和初期撮影の絵葉書。

田辺の鬼橋岩（たなべのききょうがん）は、和歌山県田辺市神子浜にかつて存在した、国の天然記念物に指定されていた天然橋である。風化による崩落の危険性があることから1983年（昭和58年）に撤去されたため、天然記念物の指定が解除された。地質・鉱物の国指定天然記念物の中で人為的に指定が解除された唯一の事例である。

## 解説

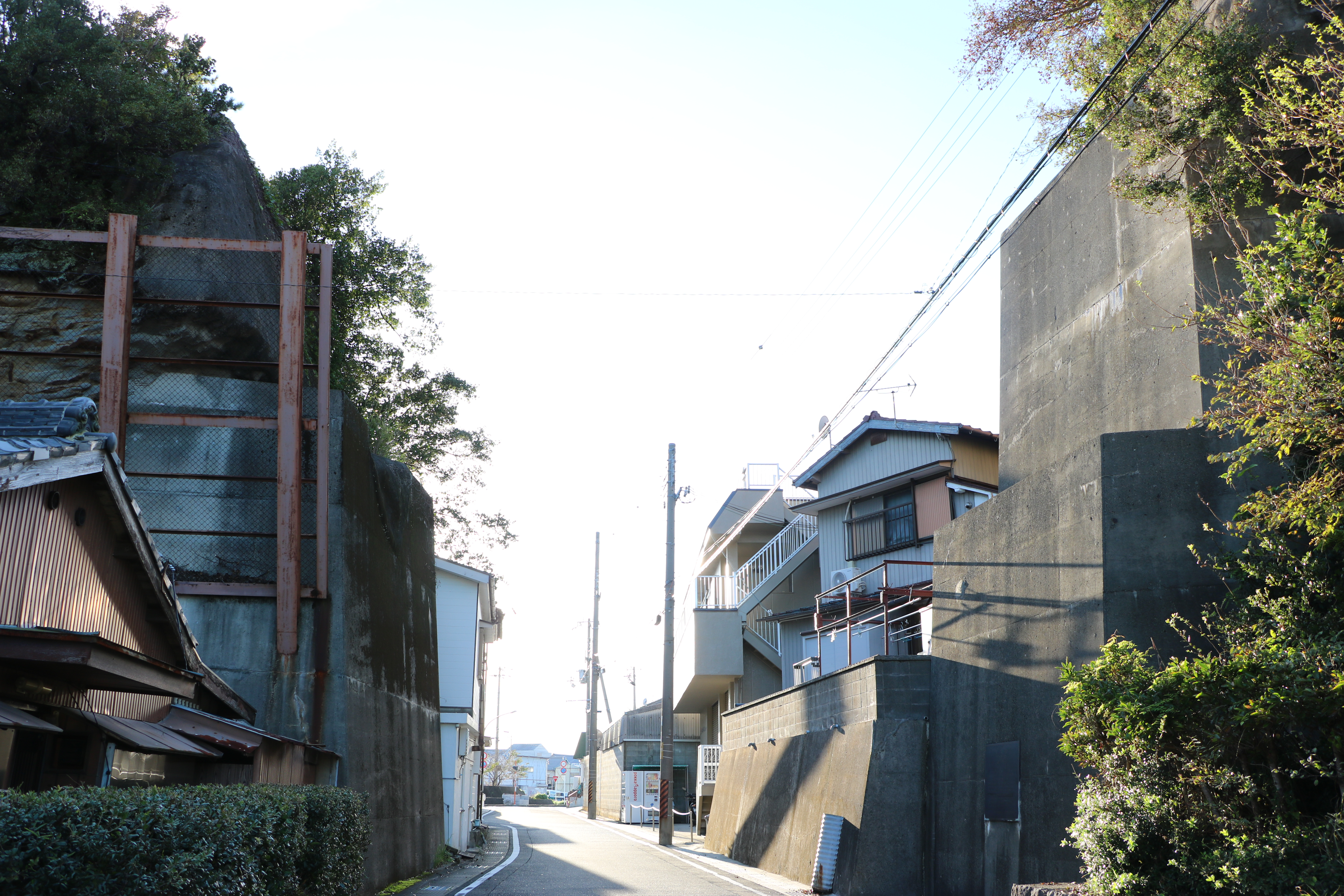
撤去された田辺の鬼橋岩跡を東側から西方向を撮影。2018年9月22日撮影。

鬼橋岩（ききょうがん）と呼ばれた天然橋は、和歌山県田辺市神子浜2丁目にある神楽神社境内の西側に隣接した場所にかつて存在し、橋梁のような鬼橋岩の下を潜るような形で市道が通じていた。周囲は家屋の密集する住宅地で、昔は「くぐり岩」とも呼ばれていた。撤去される前の鬼橋岩は、高さ約12メートル、幅約4メートル、長さ約6メートルの大きなもので、田辺の鬼橋岩の名称で1941年（昭和16年）12月13日に国の天然記念物に指定された。
この一帯の地質は第3期田辺層群と呼ばれるごく新しい砂岩で構成されている。鬼橋岩周辺が海中にあった時代、沖合いに浮かぶ今日の円月島のように海食によって穴が開き、それが次第に拡大して大きなものになり、約6000年前の海水の後退や土地の隆起によって地上に現れ、その後も風食の影響により橋梁状になったと考えられている。
この付近は田辺湾に面した扇ヶ浜から続く白砂青松の海岸であったが、今日では海岸線は埋め立てられて田辺漁港湊浦支所の港湾施設や住宅地が広がっている。
鬼橋岩に隣接する神楽神社は、当地田辺在住の南方熊楠による神社合祀令反対運動によって保全保護された神社のひとつであり、境内には「南方熊楠珍種の藻発見の池跡」の石碑がある。1911年（明治44年）頃、南方熊楠が東京帝国大学の松村任三へ送った2通の書簡（通称『南方二書』）の中には鬼橋岩のモノクロ写真の絵葉書が封入されており、絵葉書の裏面に鬼橋岩のスケッチが描かれ、その文中には「此辺絶景の地なり」と記されている。
明治後期より絵葉書が作られるなど鬼橋岩は田辺の景勝地として知られ、1925年（大正14年）に和歌山県の天然記念物に指定され、前述したとおり1941年（昭和16年）に国の天然記念物に指定された。
かつて芋畑が広がっていた鬼橋岩周辺は太平洋戦争終戦後宅地化が進み、天然橋の下は自動車が行き交うアスファルト舗装の市道となり、1975年（昭和50年）頃になると鬼橋岩表面の風化による岩の剥離、落石が目立つようになった。落石や崩落を防ぐためDKボンド工法による補強工事や落石対策の検討が進められたが、結果的に剥離や落石を制御することは出来なかった。
鬼橋岩の周囲は既に住宅が密集する市街地であることなどを鑑み、1983年（昭和58年）に田辺の鬼橋岩は撤去され、1985年（昭和60年）の文部省告示20号により天然記念物の指定が解除された。この場所にかつて国の天然記念物に指定されていた天然橋が存在したことを示すものは、撤去した岩の北面下部に埋め込まれた田辺市教育委員会が設置した解説板だけである。

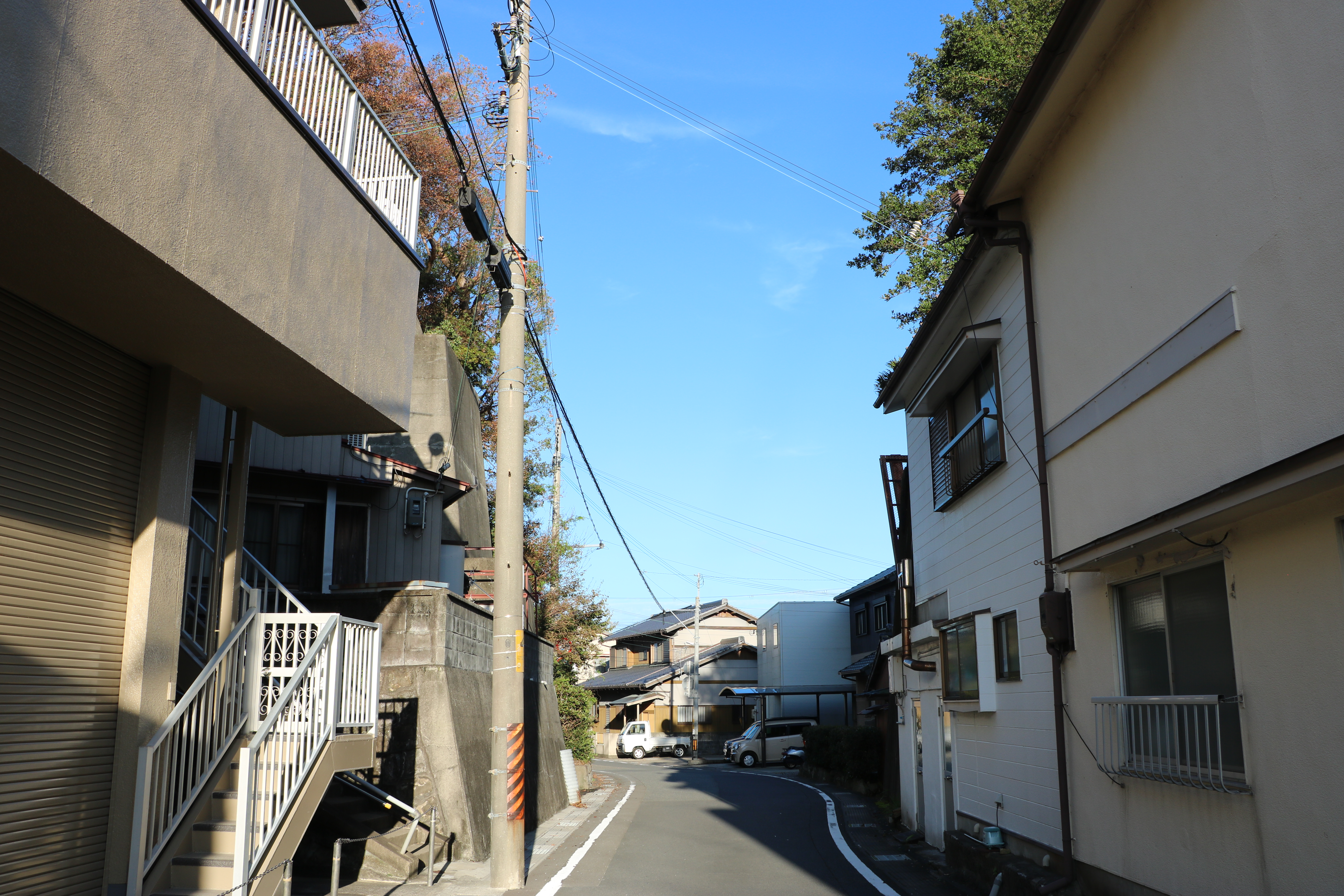
左右の家屋後方上部に鬼橋岩があった。西側から東方向を撮影。
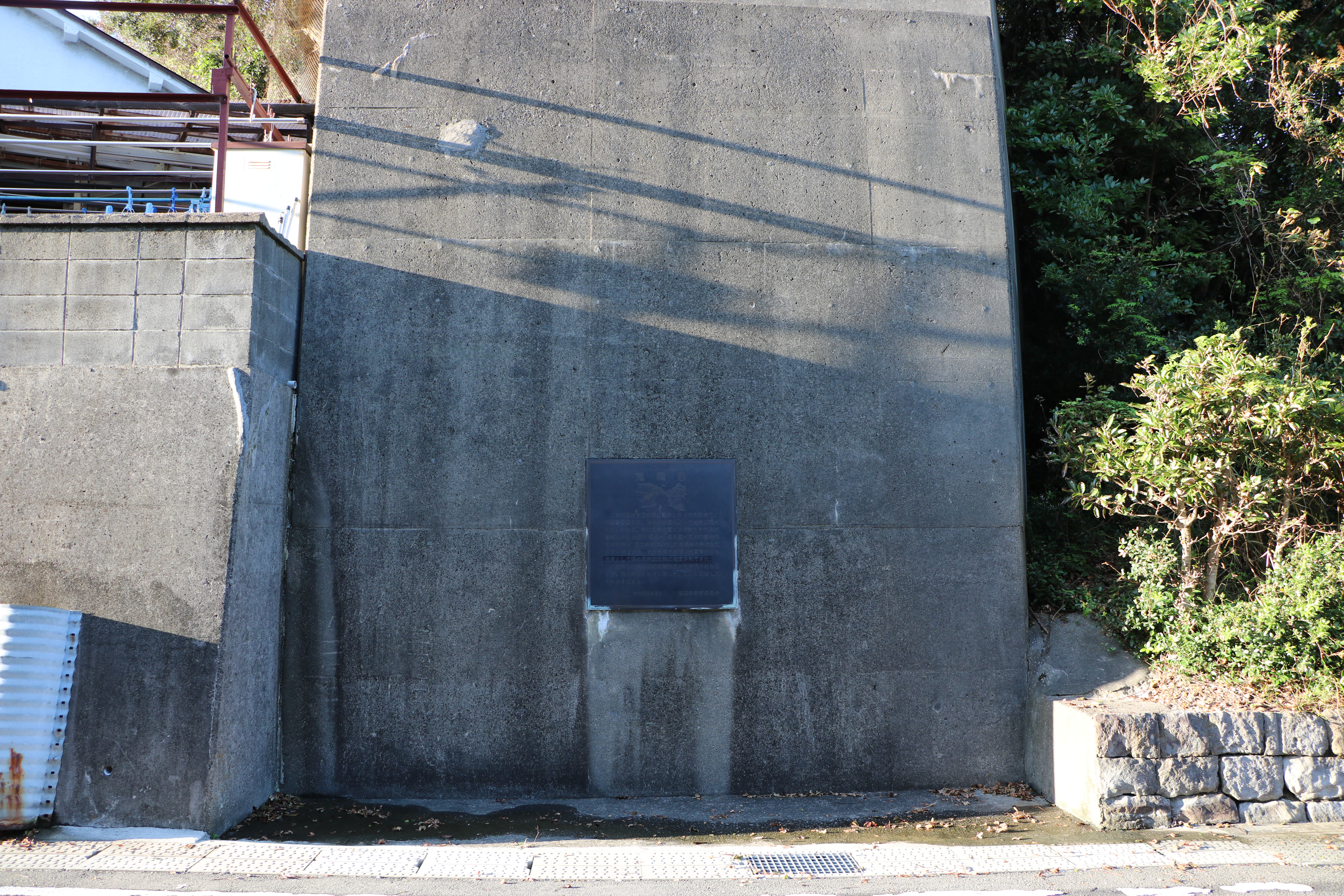
撤去跡の北面下部に田辺市教育委員会設置の解説板が埋込まれている。
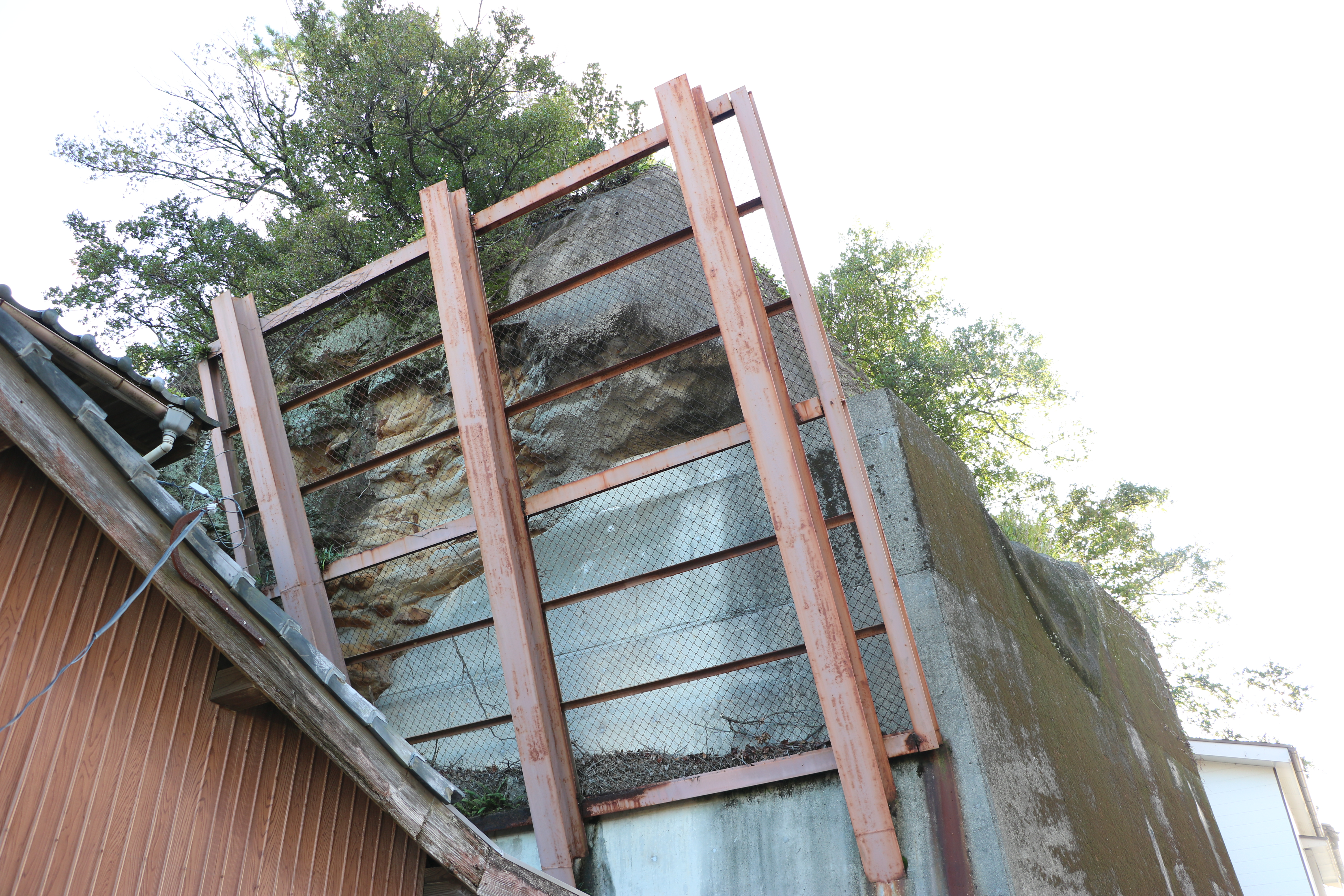
南東の側面には落石防止の網が設置されている。